# Location de vêtements
La location de vêtements est représentée dans tous les secteurs de la mode : location de vêtements et accessoires de luxe, robe de mariée, vêtements pour femme enceinte, pour enfants et bébés, ou toute occasion.

## Histoire et concept
La tendance, qui s'inscrit dans l'émergence d'une économie de la fonctionnalité et pour partie dans celle de la slow fashion et de la « consommation collaborative », serait née aux États-Unis, en premier lieu avec la naissance en 2009 du site internet américain Rent the Runway (en) qui compte plus de 5 millions de clientes en 2014 après cinq ans d'existence.
Les sites de location de vêtements existent depuis longtemps dans le monde entier (Hong Kong, Japon, Royaume-Uni, France…) par exemple pour les tenues de mariées et de demoiselles d'honneur, les smokings, certains costumes de théâtre et déguisements, certaines tenues professionnelles, mais ils évoluent vers de nouveaux usages serviciels. Par exemple, en France, ce marché commence à intégrer l'habillement des tout-petits, depuis 2021[réf. souhaitée].
Depuis plusieurs décennies des vêtements particuliers tels que les combinaisons de plongée et tenues de ski… que l'on n'utilise que ponctuellement dans l'année ou dans la vie. Dans la veine de l'économie du partage, ce mode de consommation des vêtements est principalement en vogue dans la génération Y.
La pandémie de Covid-19 a favorisé l'e-commerce et l'émergence de nouveau modes de consommation, notamment pour les parents désireux de changer leur manière de « consommer » la mode. La seconde main s'est développée via l'e-commerce et la location de vêtements pour bébés ou du quotidien en font partie (via par exemple des plates-formes comme Le Closet ou Coucou.
Selon Joëlle Vanhamme (EDHEC), les femmes interrogées dans leur étude souhaitent dans ce cas que les vêtements loués aient été fabriqués dans de bonnes conditions de travail et de salaire, avec des matériaux respectueux et/ou porteurs d'un label attestant de sa qualité socio-environnementale.

## Atouts et avantages
Les avantages de ce nouveau mode de consommation sont :
- pouvoir à moindre coût porter des vêtements pour un évènement ou une certaine période, sans avoir à les acheter ;
- agir pour l'environnement et une « mode responsable », lutter contre le gaspillage : alors que les rapports montrant les impacts négatifs de la mondialisation de la mode et de la fast fashion se succèdent, la location permet de réduire l'impact de production et de la commercialisation d'un vêtement ; en termes d'énergie, d'émissions de gaz à effet de serre et de limites planétaires et autres externalités environnementales. En effet, de manière générale, la réutilisation est préférable au recyclage et au jetable, via le partage (ou le don) ;
- moins encombrer les placards ou les valises ; louer au lieu d'acheter permet facilement d'être en phase avec la tendance, avec un pays ;
- alléger la charge mentale des parents, d'une personne se présentant à un entretien d'embauche… La location, éventuellement via un abonnement, peut par exemple donner accès à une garde-robe évoluant avec la grossesse pour la maman, puis avec la taille et les besoins pour les enfants. La mode jetable de 0 à 3 ans est très polluante car les enfants grandissent très vite.

## Limites
La location et le don de vêtements peuvent être une solution très écologique, mais des universitaires ont montré que dans la réalité, elle peut aussi paradoxalement augmenter la consommation et l'empreinte écologique de nombreux usagers, en raison de l'effet rebond : les gains environnementaux attendus peuvent en effet être annulés ou largement dépassés par des comportements « compensateurs », comme un report d'achats vers d'autres catégories de produits, services ou activités à forte empreinte carbone et/ou aux conséquences écologique importantes). Dans ce cas, la personne contribue encore à un système écologiquement insoutenable basé sur la croissance et une consommation intensive. Un vêtement qui circule rapidement entre divers locataires implique plus de cycles de désinfection, lavage ou nettoyage à sec, repassage, stockage, transport, qui peuvent dégrader son empreinte écologique.
Des chercheurs, notent que les femmes sont plus nombreuses que les hommes à faire appel aux vêtements de seconde main, et ont identifiés deux groupes, tous deux plutôt masculins, constituant environ un quart des utilisateurs de services de location de vêtements, qui contribuent particulièrement à des effets rebond négatifs :
- un groupe des « chercheurs de stimulation et de plaisir » (7 %), fortement en recherche de stimulation et aux motivations hédonistes, principalement composé d'hommes. Louer des vêtements ne diminue pas leur consommation globale et peut même la faire croître en stimulant leur désir de nouveauté et de diversité[5] ;
- un groupe des « jeunes urbains apathiques » (18 %) aux comportements paradoxaux : ils sont plutôt des jeunes hommes urbains, fréquemment célibataires et hautement éduqués. Semblant ne pas être spécialement motivés par le plaisir ou la stimulation, ils diminuent leur consommation de vêtements grâce à la location, mais parallèlement achètent lus d'autres produits après avoir loué leurs vêtements. Ce sont aussi les acheteurs les moins frugaux et donc les plus contributeurs aux rebond indirects[5] ;

Joëlle Vanhamme et al. (2024) suggèrent de mieux identifier ces consommateurs pour les sensibiliser afin qu'ils limitent ces effets de rebond.

## Freins
Plusieurs freins sont connus pour entraver la consommation éthique notamment liés aux liens complexes entre croyance, attitude, mode/tendances, intention et comportements des individus et des groupes. Ces freins expliquent les différences constatées entre les intentions déclarées des consommateurs (de consommer de manière éthique notamment) et leur comportement d'achat réel.
Parmi les freins identifiés par les études sur les comportements des consommateurs, outre peut être la résistance au changement, figurent un frein culturel, qui peut faire que certains consommateurs sont mal à l'aise vis à vis de « produits non possédés » (selon l'étude quantitative réalisée auprès de 499 utilisatrices et utilisateurs « les consommatrices ayant déjà fait un pas vers une consommation plus responsable (de deuxième main) seraient plus enclines à faire un pas vers la location ») ; on ne loue pas les sous-vêtements, et toucher et porter un vêtement porté par d'autres, par des inconnus, n'est pas psychologiquement anodin,.
Un autre frein, important, est la crainte que le vêtement ait été insuffisamment lavé ou désinfecté et qu'il soit « contaminé ». Une étude (2020), basée sur l'analyse de 566 avis en ligne de deux fournisseurs de location de vêtements de mode, s'est intéressée à l'expérience client concernant des contaminations de vêtements soupçonnées ou avérées (visuellement ou olfactivement). Une telle expérience est presque toujours perçues négativement (allant jusqu'à entraîner un rejet total de la location chez la personne concernée). Réduire le risque de contamination tout au long de la chaîne de valeur est essentiel pour la filière.

Enfin, l'obsolescence programmée de certains vêtements limite leur intérêt pour la location.

## Stratégies pour une mode durable
À certaines conditions, dans une économie de la fonctionnalité vertueuse et ancrée dans le territoire, il est possible de maximiser les bénéfices écologiques de la location de vêtements et contribuer à une mode durable, en minimisant les effets rebond, via des pratiques de consommation plus réfléchies et responsables.